# Église Saint-Julien de Cry
Pour les articles homonymes, voir Église Saint-Julien.
L'église Saint-Julien est une église catholique située à Cry, en France.

## Localisation
L'église est située dans le département français de l'Yonne, sur la commune de Cry.

## Historique
L'église, qui englobe une crypte du XIe siècle classée à l'inventaire des monuments historiques depuis le 23 mai 1958, date du XVIIIe siècle.

## Mobilier
Plus de 30 pièces - statues, tableaux, reliquaires et mobiliers importants - sont classées aux Monuments historiques